# MHPArena

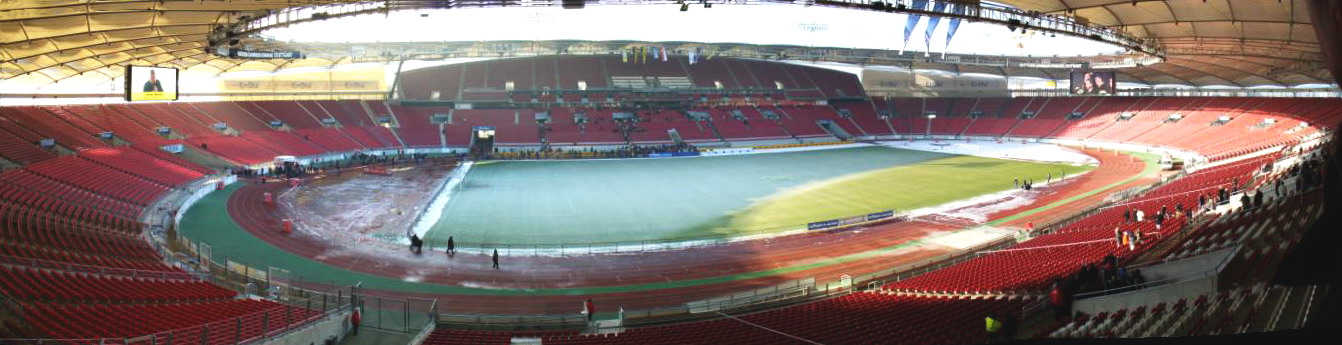
MHPArena – pohled zevnitř

MHPArena je fotbalový stadion v německém Stuttgartu. Byl postaven v roce 1933. Během své historie prošel několika úpravami a v dnešní době patří mezi nejmodernější stadiony v Evropě. Výjimečností stadionu je obří vysílací plocha pro diváky o rozloze 115 metrů čtverečních se dvěma obrazovkami. Kromě sportovních akcí se zde konalo i mnoho koncertů, například Rolling Stones.
MHPArena je domovským stadionem klubu VfB Stuttgart a je umístěn ve stuttgartské čtvrti Bad Cannstatt.
Tvoří součást sportovního komplexu, který zahrnuje další dvě kryté haly Porsche-Arena a Schleyerhalle.
Na stadionu se konala mistrovství světa ve fotbale 1974 a 2006, mistrovství Evropy ve fotbale 1988, 2024, mistrovství světa v atletice 1993 a mistrovství Evropy v atletice 1986.